# Konstantin Aleksa
Konstantin Aleksa (* 25. April 2007 in Wien) ist ein österreichischer Fußballspieler.

## Karriere

### Verein
Aleksa begann seine Karriere beim SV Langenzersdorf. Im September 2016 wechselte er zum in die Jugend des FK Austria Wien. Ab der Saison 2021/22 durchlief er auch sämtliche Altersstufen in der Akademie der Wiener. Im März 2024 debütierte er für die Amateure der Austria in der Regionalliga. Bis zum Ende der Saison 2023/24 absolvierte er zwölf Spiele in der dritthöchsten Spielklasse.
Im August 2024 gab Aleksa sein Debüt für die Profis der Veilchen in der Bundesliga, als er am zweiten Spieltag der Saison 2024/25 gegen den Wolfsberger AC in der 84. Minute für Abubakr Barry eingewechselt wurde.

### Nationalmannschaft
Aleksa spielte im November 2021 erstmals für eine österreichische Jugendnationalauswahl. Im September 2023 absolvierte er gegen Griechenland zwei Partien im U-17-Team.